# Flaga Namibii
Flaga Namibii została przyjęta 21 marca 1990 roku.
Na fladze widnieje pięć kolorów. Są to kolory: żółty, niebieski, biały, czerwony i zielony. W lewym górnym rogu znajduje się niebieski trójkąt prostokątny, na tle którego znajduje się żółte słońce. Przeciwprostokątną jest biała linia, która oddziela trójkąt od czerwonego sześciokąta. W dolnym prawym rogu znajduje się symetryczny do niebieskiego, trójkąt zielony.
Kolor niebieski, czerwony i zielony są od 1971 roku najważniejszymi kolorami Owambo, najludniejszego plemienia Namibii, i to jest przyczyną tego, że znajdują się na narodowej fladze kraju.

Propozycja flagi Niemieckiej Afryki Południowo-Zachodniej
Bandera handlowa Namibii z lat 1918–1928
Flaga Republiki Południowej Afryki używana w Namibii w latach 1928–1994
Flaga policji namibijskiej